# Langpootkiekendief
De langpootkiekendief (Geranospiza caerulescens) is een roofvogel uit de familie havikachtigen (Accipitridae) uit het monotypische geslacht Geranospiza.

## Taxonomie
Deze roofvogel heeft opvallend lange poten en ook uiterlijk lijkt hij sterk op de in Afrika voorkomende kaalkop- en holenkiekendief. Hiermee is de vogel echter niet nauw verwant. Het is een monotypisch geslacht uit de onderfamilie buizerdachtigen. De overeenkomst met kiekendieven wordt gezien als voorbeeld van convergente evolutie.

## Verspreiding en leefgebied
Deze vogel komt voor in de regenwouden en mangrovegebieden van Midden-Amerika en het noordelijk deel van Zuid-Amerika.
De soort telt 6 ondersoorten:
- G. c. livens: noordwestelijk Mexico.
- G. c. nigra: van Mexico tot centraal Panama.
- G. c. balzarensis: van oostelijk Panama tot noordwestelijk Peru.
- G. c. caerulescens: van oostelijk Colombia tot de Guyana's, oostelijk Peru en amazonisch Brazilië.
- G. c. gracilis: noordoostelijk Brazilië.
- G. c. flexipes: van zuidelijk Brazilië tot Paraguay, Bolivia, noordelijk Argentinië en Uruguay.

## Status
De langpootkiekendief heeft een enorm groot verspreidingsgebied en daardoor alleen al is de kans op de status  kwetsbaar (voor uitsterven) gering. De grootte van de populatie wordt geschat op 0,5 tot 5 miljoen individuen. Maar dit aantal loopt door ontbossingen achteruit. Echter, het tempo ligt onder de 30% in tien jaar (minder dan 3,5% per jaar). Om deze redenen staat de langpootkiekendief als niet bedreigd op de Rode Lijst van de IUCN.